# Hilary Szpajda
Hilary Szpajda (ur. 1925  – zm. 27 sierpnia 1982 w Warszawie) – pułkownik Sił Zbrojnych Polskiej Rzeczypospolitej Ludowej, dowódca 1 Brygady Radiotechnicznej  (1976-1982)

## Życiorys
Służbę wojskową rozpoczął w 1946 r. jako szeregowy 1 Praskiego Pułku Piechoty w Warszawie, a następnie służył w 1 samodzielnym pułku łączności. Ukończył Oficerską Szkołę Łączności w Sieradzu w 1948 roku. Został kierownikiem warsztatu i magazynu sprzętu łączności w 41 Pułku Artylerii Lekkiej w 16 Dywizji Piechoty, a następnie oficerem łączności w 13 Dywizji Artylerii Obrony Przeciwlotniczej. Od 1952 r. związany z wojskami obserwacyjno-meldunkowymi i radiotechnicznymi. W 1952 r. został dowódcą radiostacji w 8 samodzielnym pułk obserwacyjno-meldunkowym, a w latach 1955–1957 był szefem sztabu tego pułku. Od 1958 r. był starszym pomocnikiem szefa Wydziału Szkolenia Radiotechnicznego w dowództwie Wojsk Lotniczych i Obrony Przeciwlotniczej Obszaru Kraju. W 1972  został zastępcą szefa Oddziału Szkolenia Szefostwa Wojsk Radiotechnicznych Dowództwa Wojsk Obrony Powietrznej Kraju. W 1973 przeszedł do sztabu 1. Korpusu OPK i został szefem Oddziału Wojsk Radiotechnicznych. Od roku 1975 organizator, a następnie dowódca 1 Brygady Radiotechnicznej w Warszawie. Angażował się m.in. w problemy lokalizacji nowych posterunków, inżynieryjnej rozbudowy stanowisk dowodzenia, brał udział w opracowaniu metody oceny odporności pola radiolokacyjnego na zakłócenia. W 1982 r. zwolniony z zawodowej służby wojskowej i przeniesiony w stan spoczynku. 

## Wybrane odznaczenia
- Krzyż Kawalerski Orderu Odrodzenia Polski
- Złoty Krzyż Zasługi
- Złoty Medal „Siły Zbrojne w Służbie Ojczyzny”
- Złoty Medal „Za zasługi dla obronności kraju”
- Złota odznaka honorowa „Za Zasługi dla Warszawy” (1978)[1]